# Чупров, Сергей Адольфович
Сергей Адольфович Чупров (р. 29 июля 1955, Архангельск) — советский, белорусский и российский звукорежиссёр кино.

## Биография
Родился 29 июля 1955 года в городе Архангельске. В 1973 году поступил в Ленинградский институт киноинженеров (Санкт-Петербургский государственный университет кино и телевидения) на электро-технический факультет (специализация Звукооператорская группа), который окончил в 1978 году и был направлен на работу в качестве звукооператора на киностудию «Беларусьфильм». Ряд фильмов отмечен профессиональными призами.

## Звукорежиссёр
- 2021 — «Прелюдия и фуга» (мультфильм)
- 2020 — «КУПАЛА», полнометражный фильм + телевизионная версия, Национальный проект по заказу Министерства Культуры Республики Беларусь
- 2019 — «Как медведь друга искал» (мультфильм)
- 2019 — «Данте. Беатриче» (мультфильм)
- 2018 — «Одесса»
- 2018 — «Волчишко» (мультфильм)
- 2017 — «Океаны» (мультфильм)
- 2017 — «Большой»
- 2016 — «Чудеса в день рождения» (мультфильм)
- 2015 — «Глупая пани и «разумный» пан» (мультфильм)
- 2014 — «Рыбка по имени Нельзя - 5» (мультфильм)
- 2014 — «Рондо – каприччиозо» (мультфильм)
- 2013 — «Сказки братьев Гримм: Гусятница у колодца» (мультфильм)
- 2013 — «Рыбка по имени Нельзя - 4» (мультфильм)
- 2013 — «Приключения Нестерки» (мультфильм)
- 2012 — «1812: Уланская баллада»
- 2011 — «Нестерка 7. Как Нестерка небылицы рассказывал» (мультфильм)
- 2011 — «Пять невест»
- 2011 — «Рыбка по имени Нельзя» (мультфильм)
- 2010 — «„Райский сад“ („Маляваны рай“)»
- 2010 — «Как лягушка научилась квакать» (мультфильм)
- 2010 — «Было лето…» (мультфильм)
- 2010 — «ПираМММида»
- 2009 — «Каникулы строгого режима»
- 2008 — «Стиляги»
- 2007 — «Тиски»
- 2006 — «Охота на пиранью»
- 2006 — «Обратный отсчёт»
- 2005 — «Бой с тенью»
- 2004 — «Мой сводный брат Франкенштейн»
- 2003 — «Каменская 3» (телесериал)
- 2002 — «Любовник»
- 2002 — «Тартарен из Тараскона»
- 2001 — «Подари мне лунный свет»
- 2001 — «Поводырь»
- 2001 — «Побег из Гулага»
- 2001 — «Яма, танцы, четыре струны» (мультфильм)
- 2000 — «Леди Казахстан»
- 2000 — «Зимовье зверей» (мультфильм)
- 1998 — «Перекрёсток»
- 1998 — «Пастораль» (мультфильм)
- 1998 — «Зал ожидания» (телесериал)
- 1998 — «Контракт со смертью» (Россия/Беларусь)
- 1997 — «Мытарь»
- 1997 — «Close Up»
- 1997 — «Чего на свете не бывает» (мультфильм)
- 1995 — «Игра воображения» (Беларусь)
- 1995 — «Пейзаж с тремя купальщицами»
- 1994 — «Цветы провинции» (Беларусь)
- 1994 — «Скерцо» (мультфильм)
- 1993 — «Декамерон» (мультфильм)
- 1993 — «Гладиатор по найму» (Беларусь/Украина)
- 1992 — «Короткое дыхание любви» (Россия/Финляндия)
- 1992 — «Без улик»
- 1991 — «Опознание» (Беларусь)
- 1991 — «Мёд осы» (Беларусь)
- 1990 — «Покатигорошек» (мультфильм)
- 1990 — «Супермен» (СССР/Финляндия/БНР/США/ЧССР)
- 1990 — «Наш человек в Сан-Ремо»
- 1990 — «Очень старый человек с огромными крыльями» (мультфильм)
- 1989 — «Как лиса волка судила» (мультфильм)
- 1989 — «Благородный разбойник Владимир Дубровский»
- 1989 — «Кончерто Гроссо» (мультфильм)
- 1988 — «Куб» (мультфильм)
- 1988 — «Сержант» (в составе киноальманаха «Мостик»)
- 1987 — «Ладья отчаянья» (мультфильм)
- 1987 — «Сквозь серый камень» (мультфильм)
- 1987 — «Каприччио» (мультфильм)
- 1986 — «Лафертовская маковница» (мультфильм)
- 1986 — «Последний прилёт марсиан» (мультфильм)
- 1986 — «Сказки-небылицы деда Егора» (мультфильм)
- 1985 — «Ковбойские игры» (мультфильм)
- 1985 — «Ты меня не бойся» (мультфильм)
- 1985 — «Документ Р» (телефильм)
- 1983 — «Водитель автобуса» (телефильм)
- 1983 — «Как Василь хозяйничал» (мультфильм)
- 1983 — «Чёрный замок Ольшанский» (телефильм)
- 1982 — «Чужая вотчина» (Чужая батьковщина) (СССР)
- 1981 — «Андрей и злой чародей» (телефильм)

## Признание и награды
- 2009 — Премия «Ника» (за лучшую работу звукорежиссёра, фильм «Стиляги»)
- 2010 — Премия «Золотой орёл» (за лучшую работу звукорежиссера, фильм «Стиляги»)
- 2018 — Премия «Ника» (за лучшую работу звукорежиссёра, фильм «Большой»)